# 1033. grenadirski polk (Wehrmacht)
1033. grenadirski polk (izvirno nemško 1033. Grenadier-Regiment; kratica 1033. GR) je bil pehotni polk Heera v času druge svetovne vojne.

## Zgodovina
Polk je bil ustanovljen januarja 1944 in 12. februarja istega leta preimenovan v 1060. grenadirski polk.